# Płetwoszczurek
Płetwoszczurek (Holochilus) – rodzaj ssaków z podrodziny bawełniaków (Sigmodontinae) w obrębie rodziny chomikowatych (Cricetidae). 

## Zasięg występowania
Rodzaj obejmuje gatunki występujące w Ameryce Południowej.

## Morfologia
Długość ciała (bez ogona) 123–238 mm, długość ogona 115–238 mm, długość tylnej stopy 35–56 mm; masa ciała 70–370 g.

## Systematyka
Rodzaj (w randze podrodzaju w obrębie Mus) zdefiniował w 1835 roku niemiecki przyrodnik Johann Friedrich von Brandt w artykule poświęconym opisom i rycinom nowych i mniej znanych egzotycznych gryzoni ze zbiorów Rosyjskiej Akademii Nauk, opublikowanym w czasopiśmie Mémoires de l’Académie impériale des sciences de St.-Pétersbourg. Na gatunek typowy Brandt wyznaczył (oryginalne oznaczenie) Mus (Holochilus) leucogaster, jednak nazwa ta stanowi nomen dubium, dlatego w 2001 roku Międzynarodowa Komisja Nomenklatury Zoologicznej w ramach późniejszego oznaczenia na typ nomenklatoryczny wyznaczyła płetwoszczurka amazońskiego (H. sciureus). 

### Etymologia
- Holochilus (Holochyse, Halochilus, Holocheilus): gr. ὁλος holos ‘kompletny, cały’; χειλος kheilos ‘warga’[12].
- Holochilomys: gr. ὁλος holos ‘kompletny, cały’; χειλος kheilos ‘warga’; μυς mus, μυuς muos ‘mysz’[12].

### Podział systematyczny
Do rodzaju należą następujące gatunki:
| Grafika | Gatunek                 | Autor i rok opisu                         | Nazwa zwyczajowa           | Podgatunki         | Rozmieszczenie geograficzne | Podstawowe wymiary                                | Status IUCN |
| ------- | ----------------------- | ----------------------------------------- | -------------------------- | ------------------ | --- | ------------------------------------------------- | ----------- |
|         | Holochilus venezuelae   | J.A. Allen, 1904                          |                            | gatunek monotypowy | endemit Wenezueli (od jeziora Maracaibo na wschód do dorzecza dolnego biegu rzeki Orinoko)                                                     | DC: 13–23 cm DO: 12,4–19,4 cm MC: 131–132 g       | NE          |
|         | Holochilus sciureus     | J.A. Wagner, 1842                         | płetwoszczurek amazoński   | gatunek monotypowy | endemit Brazylii (ekoregion Cerrado w Goiás, Minas Gerais, Pará, Piauí i Tocantins)                                                            | DC: 13,6–17,1 cm DO: 12,9–16,2 cm MC: 80–167 g    | LC          |
|         | Holochilus nanus        | O. Thomas, 1897                           |                            | gatunek monotypowy | niziny lasów deszczowych Amazonii w regionie Gujana, północnej Brazylii, Peru i Boliwii                                                        | DC: 13,4–20 cm DO: 9,5–19,4 cm MC: 80–160 g       | NE          |
|         | Holochilus oxe          | Prado, Knowles & Percequillo, 2021        |                            | gatunek monotypowy | endemit Brazylii (Mata Atlântica (Alagoas i Pernambuco) i góry Crato (Ceará)                                                                   | DC: 13–20 cm DO: 13–18 cm MC: 65–255 g            | NE          |
|         | Holochilus chacarius    | O. Thomas, 1906                           | płetwoszczurek ziemnowodny | gatunek monotypowy | południowa i wschodnia Boliwia, Paragwaj, południowo-zachodnia Brazylia i północna Argentyna                                                   | DC: 14–20 cm DO: 14,8–18,3 cm MC: 70–240 g        | LC          |
|         | Holochilus brasiliensis | (Desmarest, 1819)                         | płetwoszczurek brazylijski | gatunek monotypowy | południowo-wschodnia i południowa Brazylia (na południe od Minas Gerais i Espiritu Santo), Paragwaj i Urugwaj do wschodnio-środkowej Argentyny | DC: 14,1–24 cm DO: 16–24 cm MC: 130–370 g         | LC          |
|         | Holochilus lagigliai    | Pardiñas, Teta, Voglino & Fernández, 2013 | płetwoszczurek argentyński | gatunek monotypowy | endemit Argentyny (znany tylko z Embalse El Nihuil (San Rafael, Mendoza))                                                                      | DC: brak danych DO: około 13,6 cm MC: brak danych | NE          |

Kategorie IUCN:  LC  – gatunek najmniejszej troski;  NE  – gatunki niepoddane jeszcze ocenie.